# Landschaft des ehemaligen Fürstentums Hildesheim

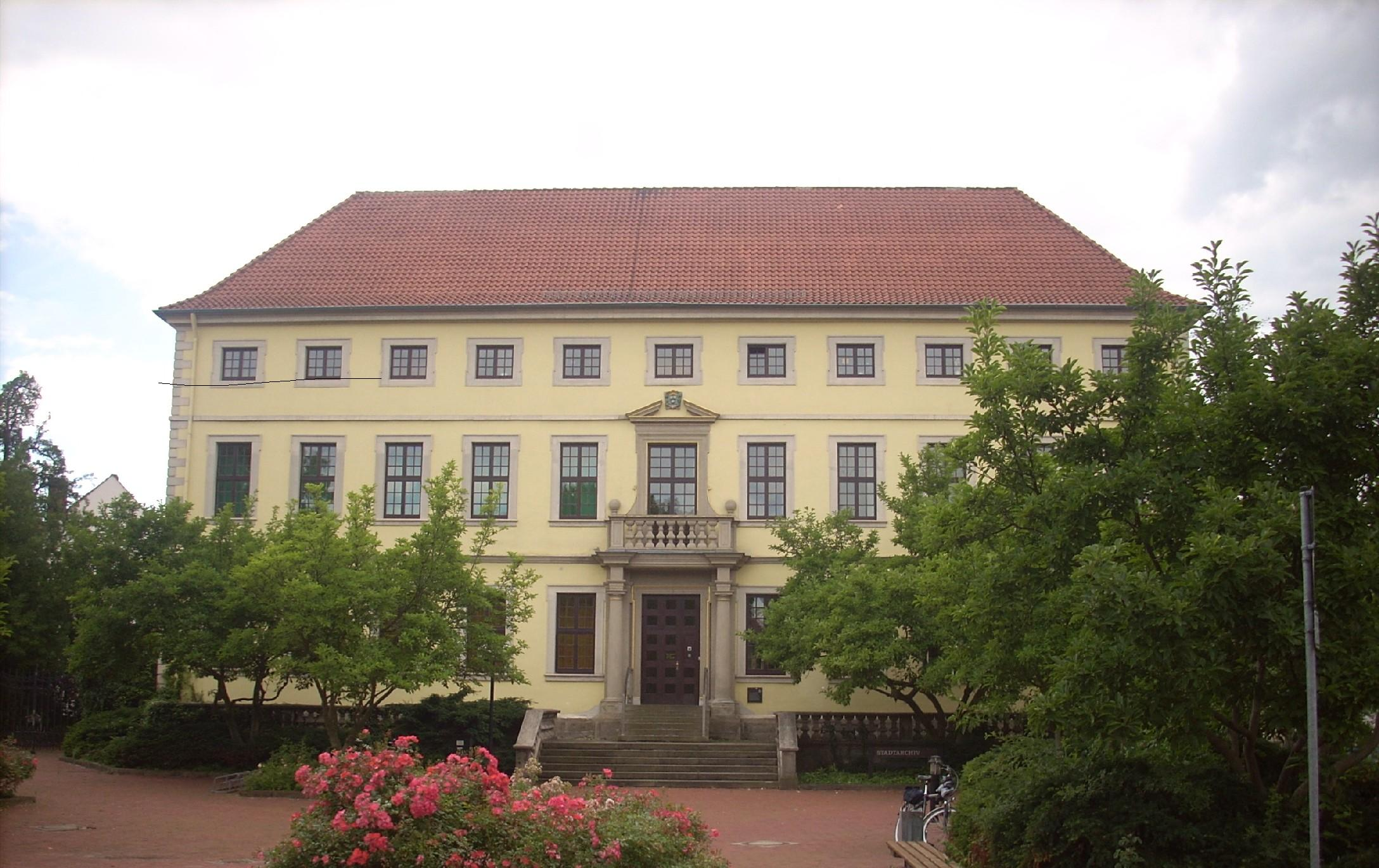
Das Haus der Landschaft 1818–1945 in Hildesheim (nach Kriegszerstörung 1975 wiederaufgebaut, heute Stadtarchiv)

Lage der Landschaft des ehemaligen Fürstentums Hildesheim (dunkelrot) in Niedersachsen

Die Landschaft des ehemaligen Fürstentums Hildesheim (auch Hildesheimsche Landschaft) ist ein Landschaftsverband des ehemaligen Fürstentums Hildesheim. Sie ist Mitglied im Landschaftsverband Hildesheim.

## Geschichte

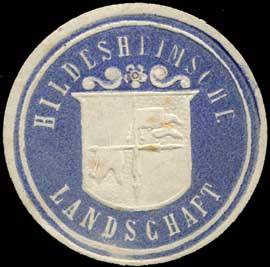
Siegelmarke Hildesheimsche Landschaft

Die Landschaft des ehemaligen Fürstentums Hildesheim setzte sich anfänglich aus vier Kurien zusammen: Dem Domkapitel des Bistums Hildesheim, den sieben Stiftern, der Ritterschaft und den Städten, wobei sich die Stadt Hildesheim nur beteiligte, wenn es um die Umlage von Reichssteuern ging. Landtage fanden jährlich statt, zunächst ab 1232 unter freiem Himmel in der Nähe von Detfurth, bedingt durch die Hildesheimer Stiftsfehde ab 1523 in Hildesheim. Ursprünglich besaß die Landschaft nur das Recht der Steuerbewilligung. Im 16. Jahrhundert war sie auch an der Gesetzgebung beteiligt. Die Säkularisation des Fürstbistums 1802 überstand sie noch, erst unter der 1807 beginnenden Herrschaft des Königreichs Westphalen wurde sie aufgehoben.
Nachdem das Fürstentum 1813 an das Königreich Hannover gefallen war, wurde die Landschaft neu gegründet. Eine Verordnung vom 26. Oktober 1818 verfügte die Auflösung der Kurien des Domkapitels und der Klöster und die Aufnahme dreier Vertreter der Bauernschaft in die Kurie der Städte und beschränkte die Zuständigkeiten der Landschaft wie aller Provinzialstände zugunsten der gesamthannoverschen Ständeversammlung auf regionale Angelegenheiten. Das Landesverfassungsgesetz von 1840 bestätigte jedoch in diesem Rahmen sowohl die Mitwirkung an der Steuerbewilligung als auch an der Gesetzgebung. Ab 1818 hatte die Landschaft ihren Sitz im ehemaligen Brabeck’schen Hof.
Nach der Annexion des Königreichs Hannover durch Preußen 1866 ließ eine königliche Verordnung vom 22. September 1867 die Hildesheimer Landschaft wie die anderen Hannoverschen Provinziallandschaften zwar bestehen. Allerdings wurde ihnen jede Mitwirkung an der Gesetzgebung genommen und sie durften sich nunmehr nicht mehr als Ständeversammlungen, sondern nur noch als Landschaften bezeichnen. Durch die erste schriftliche Verfassung der Landschaft vom 22. September 1886, welche im Grundsatz bis in die Gegenwart gilt, wurde eine neue dritte Kurie für die grundbesitzende Bauernschaft festgeschrieben.

## Heutige Organisation

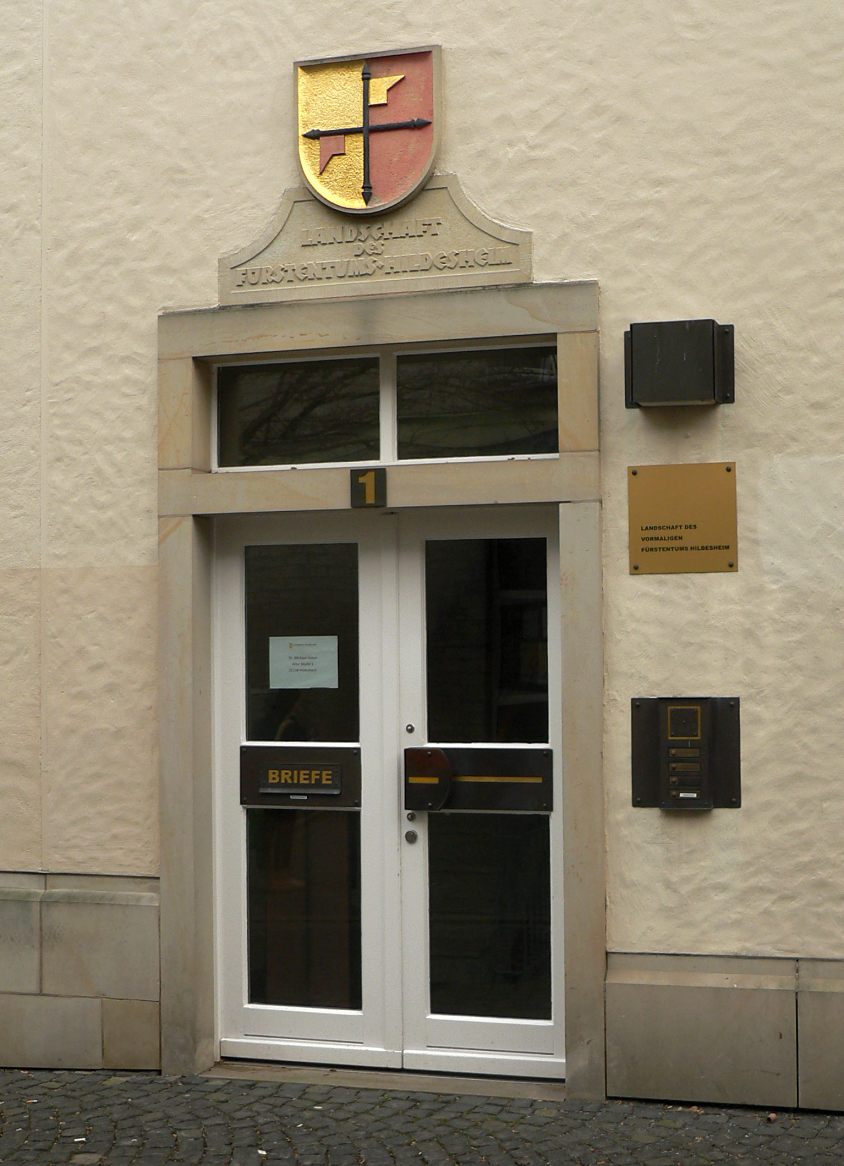
Sitz im Kaiserhaus in Hildesheim

Die drei Kurien der Hildesheimer Landschaft treten satzungsgemäß einmal jährlich zu einem ordentlichen Landtag zusammen.
Die erste Kurie ist die der Hildesheimer Ritterschaft, welche selbst auch eine Körperschaft des öffentlichen Rechts bildet. Ihr gehören heute die Eigentümer der 41 in der Rittermatrikel eingetragenen landtagsfähigen Güter des früheren Fürstentums an.
Die zweite Kurie, die der Städte, besteht heute aus von den jeweiligen Stadträten gewählten Vertretern der Städte Hildesheim, Alfeld, Goslar, Peine, Bockenem, Elze, Gronau, Sarstedt und Dassel, wobei die Stadt Hildesheim als einzige zwei Vertreter entsenden darf.
Die Vertreter der dritten Kurie, der der ländlichen Grundbesitzer, werden heute von den zuständigen Kreistagen gewählt. Den Vorsitz bei den Landtagen führt der Vorsitzende der Ritterschaft.
Höchstes Organ zwischen den Landtagen ist ein mit zwei Vertretern jeder Kurie besetzter Ausschuss. Der Verwaltung steht ein Landsyndikus vor. Die Landschaft ist Mitglied im Landschaftsverband Hildesheim. Ihren Sitz hat sie heute im Kaiserhaus.

## Sonstiges
Die Hildesheimer Landschaft war Mitbegründerin der Landschaftlichen Brandkasse Hannover und ist dadurch heute einer der Träger der VGH Versicherungen.